# Mistrzostwa Wspólnoty Narodów w Judo 2004
Mistrzostwa wspólnoty narodów w judo w rozgrywane były w Waitakere w Nowej Zelandii, w dniach 13-14 listopada 2004 roku.

## Klasyfikacja medalowa
Gospodarz zawodów został zaznaczony kolorem.
| Miejsce | Państwo           |    |    |    | Razem   |
| ------- | ----------------- | -- | -- | -- | ------- |
| 1       | Anglia            | 9  | 2  | 1  | 12      |
| 2       | Nowa Zelandia     | 2  | 6  | 7  | 15      |
| 3       | Indie             | 2  | 4  | 4  | 10      |
| 4       | Walia             | 1  | 2  | 2  | 5       |
| 5       | Australia         | 1  | 1  | 3  | 5       |
| 6       | Tonga             | 0  | 0  | 1  | 1       |
| .       | Irlandia Północna | 0  | 0  | 1  | 1       |
| Razem   | Razem             | 15 | 15 | 19 | 49 (+1) |

## Medaliści

### Mężczyźni
| Konkurencja: | Złoto:         | Srebro:         | Brąz:                                |
| −60kg        | Navjot Chana   | Thomas Smith    | Stephen Boore Alister Leat           |
| −66kg        | Gareth Carder  | Ben Pilley      | Anton Ovchinikov Bhupinder Singh     |
| −73kg        | Craig Ewers    | Peter Broom     | Tom Reed Lyndsay Reid                |
| −81kg        | Thomas Cousins | Luke Preston    | Morgan Endicott-Davies Vinod Solanki |
| −90kg        | Peter Cousins  | Mark O'Connor   | Ryan Dill-Russell David Dill-Russell |
| −100kg       | Martin Kelly   | Andrew Pragnell | Jason Koster                         |
| Open         | Peter Cousins  | Andrew Pragnell | Epoki Fakaosi Mark O'Connor          |

- Nacanieli Qerewaqa z Fidżi, w kategorii ponad 100 kg, zdobył tytuł bez walki i jego medal nie został wliczony do klasyfikacji medalowej.

### Kobiety
| Konkurencja: | Złoto:            | Srebro:                | Brąz:                        |
| −48kg        | Lisa Archbold     | Archana                | Ningthoujam Gomti Chanu      |
| −52kg        | Angom Anita Chanu | Elizabeth Welsh        | Kelly Fong                   |
| −57kg        | Sophie Johnstone  | Laishram Nirupama Devi | Vicky Stormont Sharon Taylor |
| −63kg        | Gemma Hutchins    | Allison Newham         | Pawan Deep Kaur              |
| −70kg        | Michelle Holt     | Joy Williams           | ----                         |
| −78kg        | Sian Wilson       | Sharma Bittu           | ----                         |
| −ponad 78kg  | Fiona Iredale     | Tewar Diviya           | ----                         |
| −Open        | Sian Wilson       | Joy Williams           | Shauna Healy                 |